# Юги (народ)
Юги́ (самоназвание — югын, юганы; устаревшее название — дюканы, остяки́, также сымские остяки́, сымские ке́ты) — коренной малочисленный народ, проживавший в среднем течении Енисея. Исторически проживают в Туруханском районе Красноярского края. После революции и вплоть до 2002 г. переписями не выделялись и учитывались как кеты. По состоянию на 2002 год, по данным переписи, в России жило 19 югов, по состоянию на 2010 — 1 представитель этого народа, а по состоянию на 2021 — 7 представителей этого народа.
В прошлом жили по р. Дубчес в Туруханском и р. Сым в Енисейском районе.
Их язык сохранился при наличии одного носителя (по переписи 2010 г.). Относится к енисейской языковой семье, близок к кетскому. Находится на грани исчезновения.
Традиционные занятия югов — охота (охотились на горностаев и других животных, как, например, грызуны) и рыболовство. Традиционное жилище — конический чум с берестяными тисками, полуземлянка с бревенчатым каркасом, покрытая землёй. Традиционная пища — мясо, рыба, дикоросы и коренья, позднее — лепёшки из муки и козьего молока.